# بيترو باستوني
بيترو باستوني (بالإيطالية: Simone Bastoni)‏ هو لاعب كرة قدم إيطالي في مركز الوسط، ولد في 5 نوفمبر 1996 في لا سبيتسيا في إيطاليا. لعب مع نادي سبيزيا ونادي سيينا.

## وصلات خارجية
- بيترو باستوني على موقع قاعدة بيانات كرة القدم.إي يو (الإنجليزية)
- بيترو باستوني على موقع Soccerway.com (الإنجليزية)
- بيترو باستوني على موقع عالم كرة القدم.نت (الإنجليزية)